# 양주시·동두천시
양주시·동두천시는 대한민국의 옛 국회의원 선거구이다. 당시 경기도 양주시 전 지역과 동두천시 전 지역을 관할하였다.

## 역사
2003년 10월 19일, 양주군이 양주시로 승격되었다. 이에 대한민국 제17대 국회의원 선거를 앞두고 동두천시·양주군 선거구가 양주시·동두천시 선거구로 개편되었다.
양주시의 인구 증가로 인해 대한민국 제20대 국회의원 선거를 앞두고 양주시는 양주시 단독 선거구를 형성했으며 동두천시는 연천군과 묶여 동두천시·연천군 선거구를 이루게 됨에 따라 폐지되었다.

## 관할 구역
- 양주시 전역
- 동두천시 전역

## 역대 국회의원
| 선거   | 정당 | 정당       | 의원   |
| ------ | ---- | ---------- | ------ |
| 2004년 |      | 열린우리당 | 정성호 |
| 2008년 |      | 한나라당   | 김성수 |
| 2012년 |      | 민주통합당 | 정성호 |

## 역대 선거 결과

### 대한민국 제17대 국회의원 선거
|  | 49.34% |

|  | 43.66% |

|  | 6.98% |

### 대한민국 제18대 국회의원 선거
|  | 49.90% |

|  | 48.02% |

|  | 2.07% |

### 대한민국 제19대 국회의원 선거
|  | 53.74% |

|  | 44.03% |

|  | 2.21% |